# Praga L
Der Praga L (lehký = leicht) war ein leichter bis mittlerer LKW, der in verschiedenen Serien ab 1912 bis 1936 gebaut wurde.

## Varianten
Die ersten von 1912 bis 1916 gebauten Fahrzeuge (Serie 1–6) hatten alle den leicht gedrosselten Motor des gleichzeitig gebauten Praga Grand, ein Getriebe mit vier Vorwärts- und einem Rückwärtsgang, einen Verbrauch von 35 Litern Benzin und 0,6 Liter Öl auf 100 km. 10 Fahrzeuge (dabei solche mit Feuerwehr-Aufbau) entstanden 1912, 20 Stück 1914, 10 Stück 1915 und 21 Stück 1916. Der LKW kostete 1914 22.800 österreichische Kronen.
Die Serie 7 des Jahres 1920 hatte bei angehobener Motorleistung auch einen höheren Benzinverbrauch (38 l/100 km), der Neupreis betrug 172.000 Tschechoslowakische Kronen. Es wurden 100 Stück gebaut.
Bei den 1923 bis 1926 folgenden Serien 8 bis 10 wurde erneut die Motorleistung angehoben, der Wagen kostete jetzt nur noch rund 100.000 Kronen. Zwischen 1923 und 1926 entstanden 200 oder 202 Stück.
Die 11. (und folgende)Serien  ab 1926 hatten erneut eine gesteigerte Leistung von jetzt 40 PS, gleichzeitig gelang es, den Benzinverbrauch auf 36 Liter und den Ölverbrauch auf 0,4 Liter auf 100 km zu senken. Bis 1931 wurden 1870 Stück oder 1891 Stück gebaut, darunter 20 Tankfahrzeuge und etwa 20 Feuerspritzen.
Eine letzte Serie von 10 Stück, LD genannt, erschien 1934, wobei endlich der mittlerweile über 20 Jahre alte Motor durch einen neuzeitlichen Dieselmotor (105 × 130 mm Bohrung × Hub) ersetzt war. Der Verbrauch betrug jetzt nur noch 18 – 20 Liter Diesel/100 km. Der LKW kostete 111.000 Kronen. 1936 entstanden noch zusätzlich 2 Busse mit sonst gleichen technischen Daten.
Von 1925 bis 1930 stellte in Ungarn die Firma Rába in Raab (ung. Győr) den Praga L in Lizenz her: ca. 80 LKW und ca. 140 Busse.

## Technische Daten
Nachfolgend eine Übersicht über die technischen Daten der einzelnen Varianten::
| Typ                | leer (t) | Länge (m) | Breite (m) | Radstand (m) | Zylinder | cm³  | PS | km/h | Nutzlast (t) |
| ------------------ | -------- | --------- | ---------- | ------------ | -------- | ---- | -- | ---- | ------------ |
| L, 1.–6. Ser.      | 1,8      | 5,65      | 2,00       | 3,60         | 4        | 3824 | 28 | 18   | 2,0          |
| L, 7. Ser.         | 1,9      | 5,65      | 2,00       | 3,60         | 4        | 3824 | 30 | 25   | 2,5          |
| L, 8.–10. Ser.     | 2,2      | 5,91      | 1,89       | 3,60         | 4        | 3824 | 35 | 35   | 3,0          |
| L, Ser. 10/II – 16 | 2,2      | 5,91      | 1,89       | 3,60         | 4        | 3824 | 40 | 38   | 3,0          |
| L, 17.–24. Ser.    | 2,25     | 5,66      | 1,95       | 3,60         | 4        | 3824 | 40 | 38   | 3,0          |
| LB (Tank)          | 2,2      | 6,00      | 2,00       | 3,60         | 4        | 3824 | 40 | 38   | 2,5          |
| LD                 | 2,367    | 5,66      | 2,00       | 3,60         | 4        | 4504 | 50 | 50   | 3,5          |